# Joods Ommen

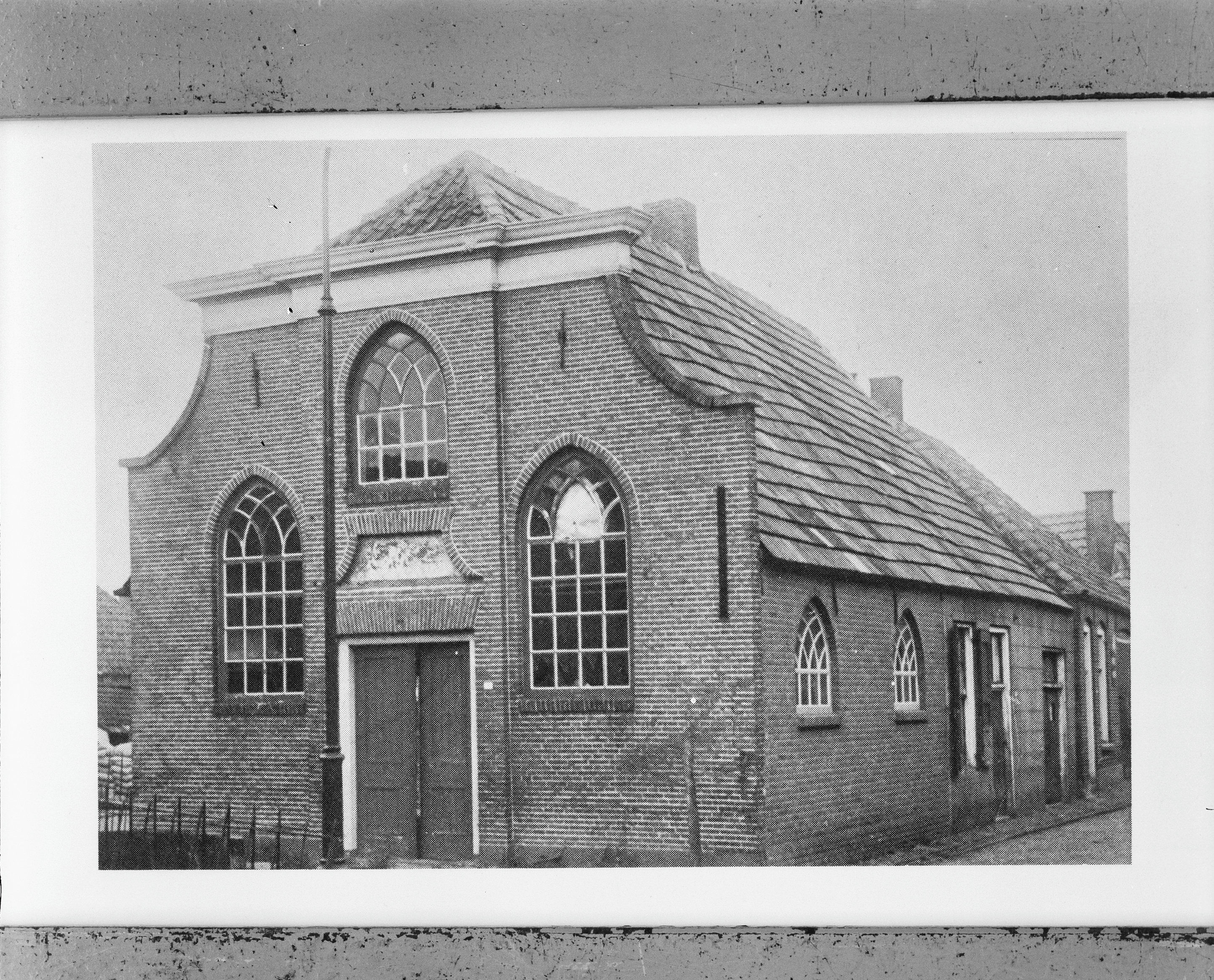
Synagoge (gesloopt in 1951)

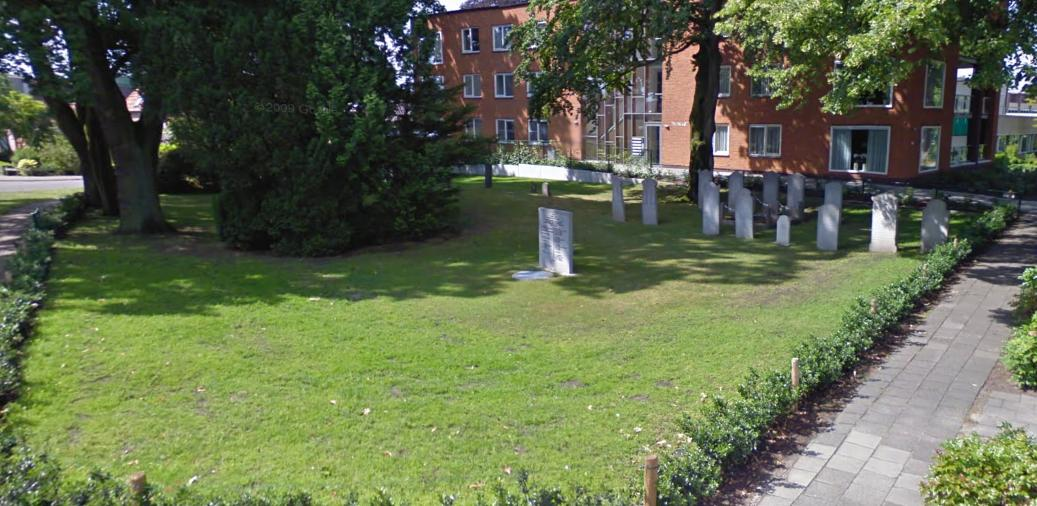
Joodse begraafplaats sinds 1747

De geschiedenis van Joods Ommen begint in 1724. Toen vestigde de eerste Joodse inwoner zich in de stad. In 1748 wordt Abraham Mozes met zijn vrouw en kinderen genoemd in een volkstelling en zijn lange tijd de enige Joodse inwoners van Ommen. Kleinzoon Meijer Mozes neemt in 1811 de achternaam De Haas aan. In 1848 werd er grond aangekocht voor de bouw van een synagoge; op de hoek van de Varsenerpoort en de Middenstraat. Aannemer was Roelof Brinkhuis. In 1856 werd de synagoge geopend na enige vertraging door een financieel tekort. Achter de synagoge werd ook een mikwe gebouwd. In 1859 was er met het aantal van 61 een recordaantal Joodse inwoners. In november 1942 zijn alle Joden uit Ommen naar Kamp Westerbork gedeporteerd, behoudens één gezin, dat wist onder te duiken. De meesten zijn vermoord in Sobibor. Na de Tweede Wereldoorlog was er bijna niets meer over van de gemeenschap. De gemeente werd in 1947 bij Zwolle gevoegd en de synagoge in 1951 afgebroken. Kunstenaar Eric Schutte ontwierp een gedenkteken dat op 30 april 2025 werd onthuld in bijzijn van opperrabbijn Binyomin Jacobs. 
Onder de synagoge van Ommen vielen ook de Joodse inwoners uit het naburige brinkdorp Den Ham. Hier zijn twee Joodse begraafplaatsen gelegen. De Joodse begraafplaats aan de Dr. A.C. van Raaltestraat bevat 30 grafstenen, waarvan de oudste dateert uit 1747.